# Martín Balza
Martín Antonio Balza (Salto, provincia de Buenos Aires, 13 de junio de 1934) es un militar argentino veterano de la guerra de Malvinas en situación de retiro con el grado de teniente general. Fue el jefe del Estado Mayor General del Ejército (JEMGE) desde el 4 de noviembre de 1991 hasta el 10 de diciembre de 1999. Tras su pase a retiro, se desempeñó como embajador en Colombia entre 2003 y 2011 y como embajador en Costa Rica entre 2012 y 2016.
El 18 de julio de 1995 hizo un anuncio histórico en la televisión de reconocimiento de responsabilidad del Ejército por violaciones sistemáticas de los derechos humanos realizadas por las Fuerzas Armadas argentinas durante la última dictadura cívico-militar argentina, y ordenó a sus soldados desobedecer las órdenes inmorales que pudieran darse en el futuro.
Se desempeñó como embajador en Colombia, nombrado por los gobiernos de Néstor Kirchner y Cristina Fernández y como embajador argentino en Costa Rica, nombrado por el gobierno de Cristina Fernández.

## Familia
Martín Balza nació el 13 de junio de 1934 en Salto, noroeste de Buenos Aires. Sus padre se llamaba Antonio Balza y era un inmigrante vasco-español de Santa Cruz de Campezo, trabajaba de procurador realizando trámitaciones judiciales para abogados y escribanos de su localidad y alrededores. La madre se llamaba Ana Rosa Duhau, argentina e hija de vascos-franceses oriundos de Bayona. Fue ama de casa hasta enviudar en 1950, luego trabajó en Buenos Aires.
Martín Balza hizo su primer y sexto grado primarios en el "Instituto San Martín" de carácter privado. En la escuela pública N.º 2 de Salto hizo de segundo a quinto grado. Para efectuar sus estudios secundarios retornó al Instituto “San Martín”, ya que su bachillerato estaba “incorporado” o “adscrito” al Colegio Nacional de Pergamino.
La señora Duhau de Balza consiguió que su hija Hila Mabel pudiera continuar sus estudios hasta graduarse como maestra normal del colegio católico María Auxiliadora en la ciudad de Buenos Aires y que su otro hijo Martín pudiera ingresar al Colegio Militar de la Nación el 17 de febrero de 1952 gracias a una beca otorgada por el gobernador de la provincia de Buenos Aires, Carlos Vicente Aloé.

## Carrera militar
Balza egresó el 17 de diciembre de 1955 del Colegio Militar de la Nación como subteniente de artillería en la posición 143 del orden de mérito sobre 173 egresados.
Tras realizar el curso de tropa de montaña, ocupó el cargo de instructor en el Colegio Militar de la Nación entre 1962 y 1966 y también en la Escuela de Artillería entre 1968 y 1970.
En 1973 obtuvo el título de Oficial de Estado Mayor y quedó entre los primeros en el orden de mérito en la Escuela Superior de Guerra. Por estas calificaciones a Balza se lo envió a Perú para hacer el Curso de Oficial de Estado Mayor en la Escuela Superior de Guerra de ese país y efectuar también el Curso de Comando y Administración co-dictado por la ESG peruana y la Universidad Mayor de San Marcos.
Tras su regreso fue jefe del Departamento Enseñanza de la Escuela de Artillería en 1978. Durante la Operación Soberanía, con el rango de teniente coronel, movilizó una unidad de artillería (500 hombres) que operaba en el paso Puyehue. En 1979 y en 1982 fue profesor de la Escuela Superior de Guerra del Ejército, donde dictó materias relacionadas con las áreas de estrategia táctica, e historia militar.

### Guerra de Malvinas
Desde diciembre de 1979, con el grado de teniente coronel fue jefe del Grupo de Artillería 3 (G.A. 3) hasta agosto de 1982. En este cargo participó activamente en la guerra de las Malvinas y como coordinador de Apoyo de fuego de la Agrupación Ejército Puerto Argentino, coordinando además toda la artillería argentina en las islas.

### Gobiernos de Alfonsín (1983-89) y Menem (1989-99)
Fue subdirector del Colegio Militar de la Nación entre 1984 y 1986.

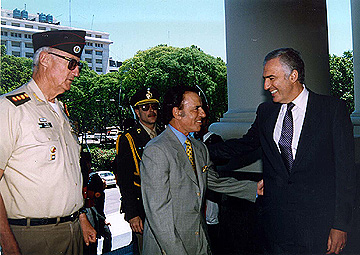
Martín Balza junto a Carlos Menem.

Posteriormente asumió como inspector de Artillería en 1987, comandante de la VI Brigada de Montaña en 1987 y 1988, director general de Institutos Militares en 1989, subjefe del Estado Mayor Conjunto de las Fuerzas Armadas en 1989 y subjefe del Estado Mayor General del Ejército en 1990 y 1991, año en que ascendió a general de división. Desde 1992 hasta 1999 ocupó el cargo de jefe del Estado Mayor General del Ejército. Fue el responsable de aprobar un nuevo reglamento del uniforme del Ejército Argentino en 1996.
En el año 1987, el entonces comandante de la VI Brigada Martín Balza ofreció refugio al presidente Raúl Alfonsín durante el pronunciamiento carapintada manifestado en Campo de Mayo.
En 1987, durante la presidencia de Raúl Alfonsín, fue ascendido a general de brigada. El 4 de noviembre de 1991 fue designado jefe del Estado Mayor del Ejército, cargo que desempeñó hasta 1999. Durante su gestión se eliminó el servicio militar obligatorio en Argentina.
 Martín Antonio Balza fue el primer militar de alto rango que reconoció públicamente las violaciones sistemáticas a los derechos humanos de la última dictadura y ordenó a sus soldados desobedecer las órdenes inmorales que recibieran.

#### Las autocríticas
El 25 de abril de 1995, durante la presidencia de Carlos Menem, el general Martín Balza, a la sazón jefe del Ejército, se presentó en el programa televisivo Tiempo Nuevo conducido por Bernardo Neustadt para leer una declaración. Esa declaración de Balza está considerada como la primera autocrítica profunda de las Fuerzas Armadas sobre su papel en la violación de derechos humanos durante la última dictadura cívico-militar argentina. El general Balza dijo entonces entre otras cosas:

Sin buscar palabras innovadoras, sino apelando a los viejos reglamentos militares, aprovecho esta oportunidad para ordenar una vez más al Ejército, en presencia de toda la sociedad: nadie está obligado a cumplir una orden inmoral o que se aparte de las leyes o reglamentos militares. Quien lo hiciera incurre en una conducta viciosa, digna de la sanción que su gravedad requiera. Sin eufemismos, digo claramente: delinque quien vulnera la Constitución Nacional. Delinque quien imparte órdenes inmorales. Delinque quien para cumplir un fin que cree justo emplea medios injustos e inmorales. La comprensión de estos aspectos esenciales hace a la vida republicana de un Estado... Comprender esto, abandonar definitivamente la visión apocalíptica, la soberbia, aceptar el disenso y respetar la voluntad soberana, es el primer paso que estamos transitando desde hace años, para dejar atrás el pasado, para ayudar a construir la Argentina del futuro, una Argentina madurada en el dolor, que pueda llegar algún día al abrazo fraterno. Si no logramos elaborar el duelo y cerrar las heridas no tendremos futuro. No debemos negar más el horror vivido, y así poder pensar en nuestra vida como sociedad hacia delante, superando la pena y el sufrimiento. (versión completa en Wikisource)

Con posterioridad el propio general Balza realizó varias ampliaciones de la autocrítica del Ejército en 1998 y 1999. Como consecuencia de ello fue expulsado del Círculo Militar.

## Posicionamientos posteriores
Tras su pase a retiro, Balza continuó realizando valoraciones sobre la responsabilidad del Ejército en la represión ilegal y el rol de las Fuerzas Armadas en democracia. En 2018, condenó la intención del gobierno de Mauricio Macri de usar efectivos militares en la lucha contra el narcotráfico, censurando cualquier involucramiento del Ejército en tareas de seguridad interior. En 2019, condenó la renuncia forzosa del presidente de Bolivia Evo Morales, considerando que "no se puede negar que ocurrió un golpe de Estado":

Hubo una sugerencia de renuncia al presidente. Disiento con Faurie, quién es un hombre sólido. Dijo que no fue un golpe porque no se hicieron cargo los militares. Cuando derrocaron a Frondizi no asumió ningún militar, asumió un senador. Ha habido una ausencia de la diplomacia latinoamericana. […] El presidente dispone de las Fuerzas Armadas. Entonces, si un subordinado del presidente le sugiere, puede fundamentar o no, que renuncie, es una insubordinación de hecho y de derecho.
Martín Balza

## Condecoraciones y distintivos
Durante su carrera ha recibido numerosas condecoraciones y distintivos.
En Argentina:
- “Oficial de Estado Mayor” Escuela Superior de Guerra (Argentina)
- “Distintivo Tropa de Montaña”
- “Distintivo de Malvinas”
- “Escuela de Defensa Nacional”
- “Escuela Superior de Guerra del Perú”
- “Curso Superior Estado Mayor Conjunto”
- “Medalla El Honorable Congreso de la Nación a los Combatientes de Malvinas” (1990)
- “Medalla al Mérito Militar” por la Guerra de Malvinas (1984)
- “Medalla al Mérito de Artillería Santa Bárbara” (1.er promedio Artillería –Curso del Estado Mayor- Escuela Superior de Guerra) (1973)
- “Servicio en Institutos Militares de Formación”
- “Distintivo Ejercicio de Comando” (6)
- “Distintivo por Años de Servicio” (45 años)
- “Distintivo Representante Deportivo Militar”
- “Escalador Militar”
- “Esquiador Militar”
- “Distintivo Julio Argentino Roca por años de Servicio en el Sur”
- “Aptitud Aplicativa al Combate”

Otros diplomas y premios:
- “Diploma de Honor” de la Academia Nacional de Geografía (Escuela Superior de Guerra, Mejor promedio materia “Estrategia”1973)
- “Diploma de Honor Conflicto Armado con el Reino Unido de Gran Bretaña e Irlanda del Norte” (1984)
- “Gran Cruz Kennedy”, otorgada por la Universidad John F. Kennedy (1995)
- “Cruz Belgraniana”, otorgada por el instituto Belgraniano de la República Argentina
- “Gran Premio de Honor - Mérito Extraordinario en la Guerra de Malvinas “ (1983)

En Bolivia:
- “Mariscal Andrés de Santa Cruz” Primera Categoría (1993)
- “Prócer de la Libertad General de División José Miguel Lanza” en el grado de Gran Cruz. (1993)
- “Mariscal Andrés de Santa Cruz” en el grado de Gran Cruz. (1998)

En Brasil:
- “Ordem Do Mérito Militar” no grau Grande-Oficial. (1994)[17]
- “Ordem Do Mérito Militar” no grau Grã-Cruz. (1995)[18]
- “Ordem Nacional Do Cruzeiro Do Sul” No grau Grä-Cruz (1998)

En Chile:
- “Medalla del Libertador General Bernardo O’Higgins” (1992)
- “Gran Cruz de la Conducción Militar Político - Estratégica” (1993)
- “Orden de Bernardo O’Higgins” en el grado de Gran Cruz (1994)

En Colombia:
- “Orden del Mérito Militar José María Cordova” en la categoría de Gran Cruz (1994)

En Ecuador:
- “Estrella de las Fuerzas Armadas del Ecuador” en el grado de Gran Estrella al Mérito Militar (1996)

En España
- “Gran Cruz del Mérito Militar” (1992)

En Estados Unidos de América:
- “The Legion of Merit”, Degree of Commander (1994)
- “The Ancient Order of Saint Barbara” (1995)

En Francia:
- “Ordre National de la Legion D’Honneur” (1994)

En Guatemala:
- “Cruz de las Fuerzas de Tierra” (1998)

En Honduras:
- “Medalla al Mérito Primera Cruz” (1992)

En Italia:
- “Capo Dell’Ordine Al Mérito Della Repubblica Italiana” (1992)

En Paraguay:
- “Medalla Honorífica del Comando de Artillería “ (1993)
- “Orden al Mérito Militar” en el grado de Gran Oficial (1993)
- “Medalla Honorífica del Ejército” (1994)

En Perú:
- “Cruz Peruana al Mérito Militar” en el grado de Gran Cruz (1993)

En Uruguay:
- “Medalla al Mérito Militar” en el grado de Oficial General (1994)[19]

En Venezuela:
- “Orden al Mérito Estrella de Carabobo” (1995)
- “Gran Cruz de las FF. AA. Venezolanas” en grado de Primera Cruz (1999)

En las Naciones Unidas:
- “Medalla de las Naciones Unidas”. United Nations Truce Supervision Organisation (UNTSO) Medal (1970)
- “Soberana Orden Militar de Malta” por su labor como observador militar en Oriente Medio. (1998)